# Nie do wiary
Nie do wiary – magazyn telewizyjny zajmujący się zjawiskami nadprzyrodzonymi, niewyjaśnionymi historiami z przeszłości, oraz przepowiedniami przyszłości. Program emitowany był od 1996 roku, początkowo na kanale TV Wisła, następnie do lutego 2007 roku w TVN, potem od 2012 do 2013 w TTV.

## Emisja w TVN
Prowadzącym był Maciej Trojanowski. Ekipa współpracowała z wieloma międzynarodowymi stowarzyszeniami zajmującymi się niewyjaśnionymi zjawiskami. W ciągu lat zmieniała się pora emisji (ostatnie odcinki były nadawane w niedzielę o 23:35). Ponadto zmianie ulegały: czołówka programu, a także dominujące tematy – w ostatnich latach emisji mniej uwagi poświęcano np. UFO, więcej zaś tematom popularnonaukowym, np. odnawialnym źródłom energii, a także kwestiom historycznym, głównie z okresu II wojny światowej.
Ostatni odcinek w TVN został wyemitowany 18 lutego 2007 roku. Ekipa programu pracowała nad innym projektem w telewizji TVN, w tym Discovery Historia. Kontynuacją Nie do wiary był program Strefa Tajemnic emitowany w Polsacie.

## Powtórki w TVN Style
5 marca 2012 roku TVN Style rozpoczął emisję powtórek programu. Odcinki na potrzeby powtórnej emisji zostały lekko zmodyfikowane: materiały skrojono z letterboxu do prawdziwego 16:9, z końca odcinków wycięto informację Macieja Trojanowskiego dotyczącą czekania na telefony i zaproszenia na kolejny odcinek za tydzień, napisy końcowe przerobiono – zmieniono w nich czcionkę, zostały pozbawione zapowiedzi kolejnego odcinka, były emitowane na tle czołówki, a nie na tle studia jak w czasie pierwszych emisji, wycięto planszę Produkcja TVN.

## Powrót programu w TTV
Program wrócił na antenę po ponad 5 latach. 2 września 2012 roku stacja TTV wyemitowała premierowy odcinek nowej serii. Nieco wcześniej, 28 sierpnia 2012 roku, miała miejsce prapremiera pierwszego odcinka na antenie TVN o godzinie 22:55.
Kolejne premierowe odcinki wyświetlano w niedziele, najpierw o godzinie 22:15, potem o 22:30. Gospodarzem programu był ponownie Maciej Trojanowski.
20 października 2013 roku wyemitowano pierwszy odcinek kolejnej i ostatniej serii. Zmieniono szatę graficzną i czołówkę, lecz muzyka została bez zmian. Ostatni odcinek został emitowany 29 grudnia 2013 roku.